# 长宗我部盛亲
長宗我部盛親（1575年—1615年6月11日）是安土桃山時代和江戶時代初期的大名和武將，長宗我部元親的四子，母亲是齋藤利三的異父妹，正室是兄長長宗我部信親的女兒，幼名千熊丸，長宗我部氏第22代当主。

## 生涯

### 繼承家督
1586年，由於兄長信親在戶次川之戰中戰死，家中開始騷動要求選出新的次代家督，名單裡包含元親的次子香川親和及三子津野親忠，整個長宗我部家變得非常動盪。最後在元親的堅持之下，於1588年決定讓四子盛親繼承家督。
在這次長宗我部家的家督繼承戰中，反對派的如吉良親實等人全被元親所處決，而不讓次子跟三子繼承家督多半跟他們已經繼承他家家業有關，加上元親非常溺愛盛親，甚至讓盛親的兄長信親之女嫁給盛親。而會取名為盛親的原因是豐臣氏的重臣增田長盛親自幫盛親戴上成年禮的烏帽子，因此授與「盛」字給盛親。
決定長宗我部家下任家督後，1590年，與父親一同參加小田原征伐，也有參加1592年的文錄之役。1597年3月24日，與父親一同制定的「長宗我部元親百箇條」正式發佈。
1599年，父親元親去世，正式繼承家督成為土佐國主。
1600年爆發關原之戰，原本打算加入德川家康的東軍，但是沒有受到德川家康條件所吸引，加入了石田三成的西軍，並於伏見城之戰立下戰功。在關原之戰中，由於部隊前方有跟東軍內應的吉川廣家部隊按兵不動，使得在吉川廣家部隊後方的毛利秀元、盛親及長束正家等人部隊都無法行動，因此至西軍壞滅為止盛親都無法實際參加戰鬥。

### 蟄居生活
於關原之戰中西軍潰敗，盛親也率領殘餘部眾逃回領國土佐。本來可以通過井伊直政向德川家康謝罪來保全知行，但盛親卻行動緩慢沒有立刻謝罪，又聽信家臣久武親直的讒言殺了與德川家有親交的其三兄親忠，家康知道此事之後大怒並以此問罪，以致盛親失去了所有領土，統治土佐國的大名身分長宗我部家族就此在歷史舞台上消失。而以一領具足聞名的長宗我部勇猛家臣團便被各地大名積極利誘再度仕官。
成為浪人身分的盛親前往京都開了間私塾，又與名士清原秀賢等人結交為好友。但剛剷除完反對勢力的德川家根基未定，對一切可能對德川家形成威脅的勢力視為眼中釘並加予警惕，盛親也被迫處於被京都所司代板倉勝重監視一舉一動的屈辱生活。

### 大坂之陣
1614年秋天，豐臣與德川的衝突越演越烈，受到當時豐臣氏的當主豐臣秀賴的招攬，逃離京都進入大坂城，希望可以復興長宗我部家。盛親所率領的部隊是集結在大坂城中的浪人眾裡兵力規模最大的，並與真田信繁、後藤基次、毛利勝永、明石全登被視為大坂城的「五人眾」，成為豐臣方的主力部隊之一。
大坂冬之陣開始後，與木村重成、後藤基次共同於八丁目口、谷町口布陣，作為支援真田信繁的真田丸的輔助據點。12月4日展開真田丸之戰，由於城內的火藥庫爆炸與南條元忠背叛豐臣方，與井伊直孝、松平忠直交戰的盛親等人只好暫時撤退。之後戰況處於膠著狀態，因此豐臣方與德川方便達成和議停戰。
接著爆發大坂夏之陣，與木村重成共率領5000兵力以家康本陣作為目標而出擊，之後與德川方的藤堂高虎對上，他們之間的戰役是大坂之陣中少有的激戰八尾若江之戰。
1615年5月6日，進出八尾的長宗我部隊先鋒吉田重親要與本隊合流時，於行經路線上遭遇藤堂高虎隊，被藤堂隊的鐵砲攻擊而覆歿，吉田重親本人也因為要下令給傳令兵回報給本隊戰況時陣亡。殲滅長宗我部隊的先鋒後，藤堂隊趁勝要進攻長宗我部的本隊，此時的盛親於河川堤防進行埋伏，因此當藤堂隊要對長宗我部隊進行突擊時反被長宗我部的伏兵襲擊而造成全軍混亂，藤堂一族的藤堂高刑也因此戰死，藤堂高虎也只好落荒而逃。
在若江方面，與盛親隊並行作戰的木村重成，於若江跟井伊直孝展開戰鬥。在擊殺井伊隊的左先鋒川上良利後已然達到兵力極限，而右先鋒庵原朝昌又立刻掩殺上來，木村重成與其部下山口弘定、內藤長秋寡不敵眾，盡皆兵敗身亡，聽聞此消息的盛親為避免被敵軍孤立圍困，於是撤退回大坂城。

### 身死族滅
盛親無事回到大坂城後，隔天爆發最終決戰，盛親擔當大坂城京橋口的守備。之後的天王寺岡山之戰決定了豐臣方的敗勢，知道此事的盛親置尚在大阪的豐臣秀賴和眾將於不顧而落荒而逃。
但盛親仍舊躲不過德川方的追捕，5月11日於京都八幡附近的葭原被蜂須賀氏的家臣長坂七郎左衛門所捕獲。連續四天四夜被綁在二條城外的柵欄上之後，5月15日於六條河原與其全家一起被滿門抄斬，首級被曝曬於三條河原示眾，享年41歲，至此長宗我部氏族的直系血統滅亡。遺骸被埋葬於京都市五條寺町的蓮光寺，諡名為「領安院殿源翁宗本大居士」，也有「蓮國一榮大禪定門」的說法。

## 逸話
- 據說身高有180公分，跟兄長信親在當時都屬於相當高大的男子。在墓所蓮光寺有他的肖像畫，有著跟父親元親類似的剛毅風貌。
- 於京都隱居時自號「大岩祐夢」，大岩是讓願望成真，祐夢是讓上天保祐打倒德川的夢想，盛親曰「大塊的岩石是不會輕易動搖的」。
- 在大坂之陣戰敗後被綁在二條城門外曝曬之時，德川方只打算給盛親吃足輕等級的食物，盛親看到後非常憤怒，表示「戰敗被捕已經夠恥辱了，現在還要給我吃這種卑微的食物，不如早早斬了我的頭。」聽到這件事的井伊直孝，便讓盛親下來，並享受大名等級的料理，盛親則是相當感謝直孝。
- 長宗我部氏直系血脈的當主在盛親這代斷絕，至明治維新時，元親四弟島親益一脈獲得明治天皇的認可，復姓長宗我部並繼承宗家當主。

## 登場作品
小說
- 戰雲之夢（日语：戦雲の夢）（講談社、司馬遼太郎著）
- 長宗我部 最後之戰（講談社、近衛龍春（日语：近衛龍春）著）
- 長宗我部盛親（PHP研究所、二宮隆雄著）
- 翻弄 盛親與秀忠（中央公論新社、上田秀人（日语：上田秀人）著）

影視劇
- 戰國太平記 真田幸村（1966年、TBS・國際劇場、演：山内明（日语：山内明））
- 真田幸村的謀略（日语：真田幸村の謀略）（1979年、東映、演：有川正治）
- 德川家康（1983年、NHK大河劇、演：大久保正信）
- 真田太平記（日语：真田太平記 (テレビドラマ)）（1985年、NHK、演：久富惟晴）
- 葵德川三代（2000年、NHK大河劇、演：冨家規政）
- 茶茶 天涯的貴妃（2007年、東映、演：中丸新將（日语：中丸新将））
- 天地人（2009年、NHK大河劇、演：川野誠一）
- 真田丸（2016年、NHK大河劇、演：阿南健治）
- 真田十勇士（日语：真田十勇士 (2014年の劇作品)#映画）（2016年、松竹・日活、演：吉永秀平）

## 連結
- 蓮光寺 （页面存档备份，存于）
  - 長宗我部盛親之墓－蓮光寺的網頁。寺所藏的盛親肖像畫有在網頁上公開。

| 前任： 長宗我部元親 | 土佐長宗我部氏第22代當主 1599年－1615年 | 繼任： 斷絕 |